# Limassolla dworakowskae
Limassolla dworakowskae är en insektsart som beskrevs av Chou och Ma 1981. Limassolla dworakowskae ingår i släktet Limassolla och familjen dvärgstritar. Inga underarter finns listade i Catalogue of Life.